# 里巴爾基 (科澤利希納區)
49°11′9″N 34°0′1″E / 49.18583°N 34.00028°E
里巴爾基（烏克蘭語：Рибалки），是烏克蘭中部的村莊，隸屬波爾塔瓦州的克雷門丘克區。該村距離米爾戈羅德希納和溫尼基1公里，2001年人口260。